# Сфагнум заплавний
Сфагнум заплавний (Sphagnum inundatum) — вид мохів порядку торфовикальних (Sphagnales).

## Поширення
Батьківщиною є Європа, Макаронезія, Північна Америка, Азія.
Цей вид росте у вологих, мезотрофних і евтрофних, відкритих болотах і заболочених лісах, у сфагново-болотних угрупованнях з високим рівнем води або росте в помірно затоплюваних місцях, у плавучій рослинності біля озер і водойм, у канавах, у вологих пасовищах, вздовж річок і на притоках, у болотистих місцевостях, де є невелике мінеральне збагачення, і рідше в невеликих западинах між скелями на низьких і помірно високих висотах. Зареєстрований на висотах від 0 до 2000 метрів.